# Ascobolaceae
Die Ascobolaceae  bilden eine Familie der Pilze innerhalb der Ordnung der Becherlingsartigen. Als Saprophyten sind sie an der Aufschlüsselung organischer Rückstände in anorganische Materie beteiligt, indem sie Kot von Tieren besiedeln und zersetzen.

## Merkmale

### Makroskopische Merkmale
Die Ascobolaceae formen als Fruchtkörper sogenannte Apothecien, selten auch Kleistothecien aus. Meist sind sie polsterförmig, fleischig, hell gefärbt und ohne Borsten.

### Mikroskopische Merkmale
Die Schicht zwischen den Schläuchen besteht aus einfach gebauten Paraphysen. Die Schläuche sind recht breit, operkulat und stehen bei der Reife aus der Fruchtschicht hervor.  Normalerweise besitzen sie eine amyloide (mit Jod anfärbbare) Wand. Die Ascosporen sind in zwei Reihen angeordnet, dickwandig und meist ornamentiert. Die Ornamentierung ist oft artspezifisch. Sie besitzen oft eine dickliche äußere purpurn bis braun gefärbte Schicht, manchmal auch mit einer Hülle. Die Ascobolaceae besitzen kein Stroma.

## Ökologie
Die Ascobolaceae sind weit verbreitet, besonders aber in Gebieten mit gemäßigtem Klima.  Ascobolaceae sind vermutlich alle saprob, der Großteil davon ist koprophil, lebt also auf Dung. Manche Arten leben aber auch auf anderen organischen Substraten, wie vermodertes Holz bzw. Totholz oder direkt im Erdreich.
Einige Spezies haben sich auf den Dung bestimmter Tiere spezialisiert und sind durch deren Gefährdung mit gefährdet. Dies gilt unter anderem für Ascobolus michaudii und den Weißlichen Kotling (Ascobolus albidus), die als Folgezersetzer zumindest im Nationalpark Nördlicher Velebit ausschließlich auf Bärenexkrementen gefunden wurden. Ansonsten kommt ersterer vor allem auf Pferdedung vor, letzterer auf dem Dung verschiedener Pflanzenfresser und sogar Vogelkot.

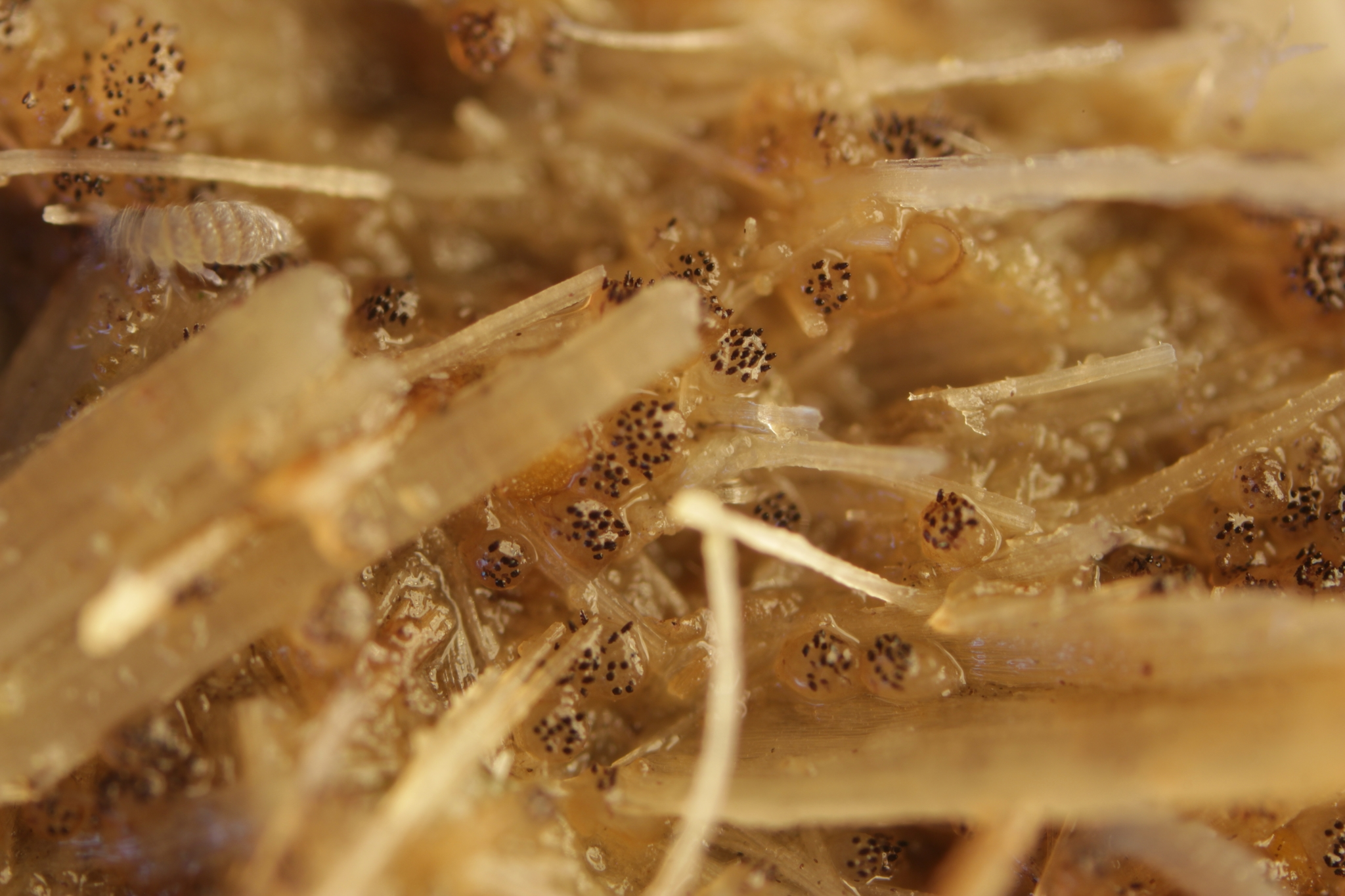
Weißlicher Kotling Ascobolus albidus, er lebt ausschließlich auf Bärenkot
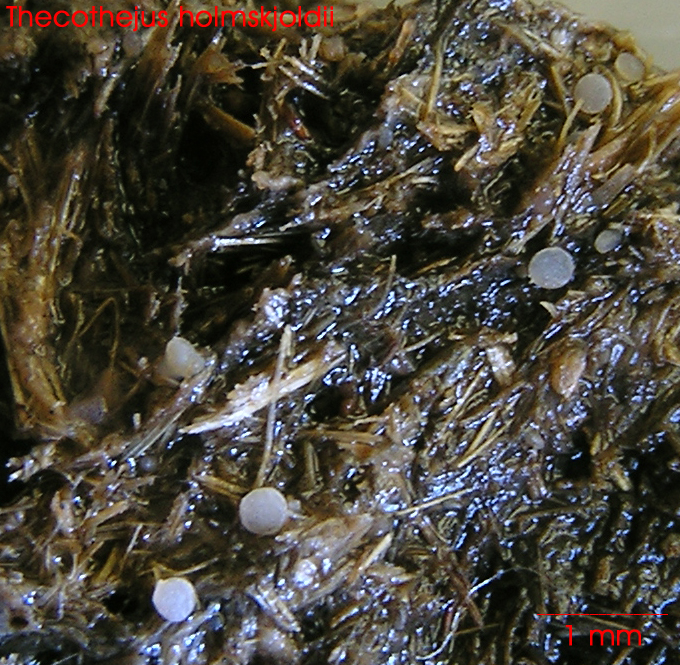
Thecotheus holmskioldii
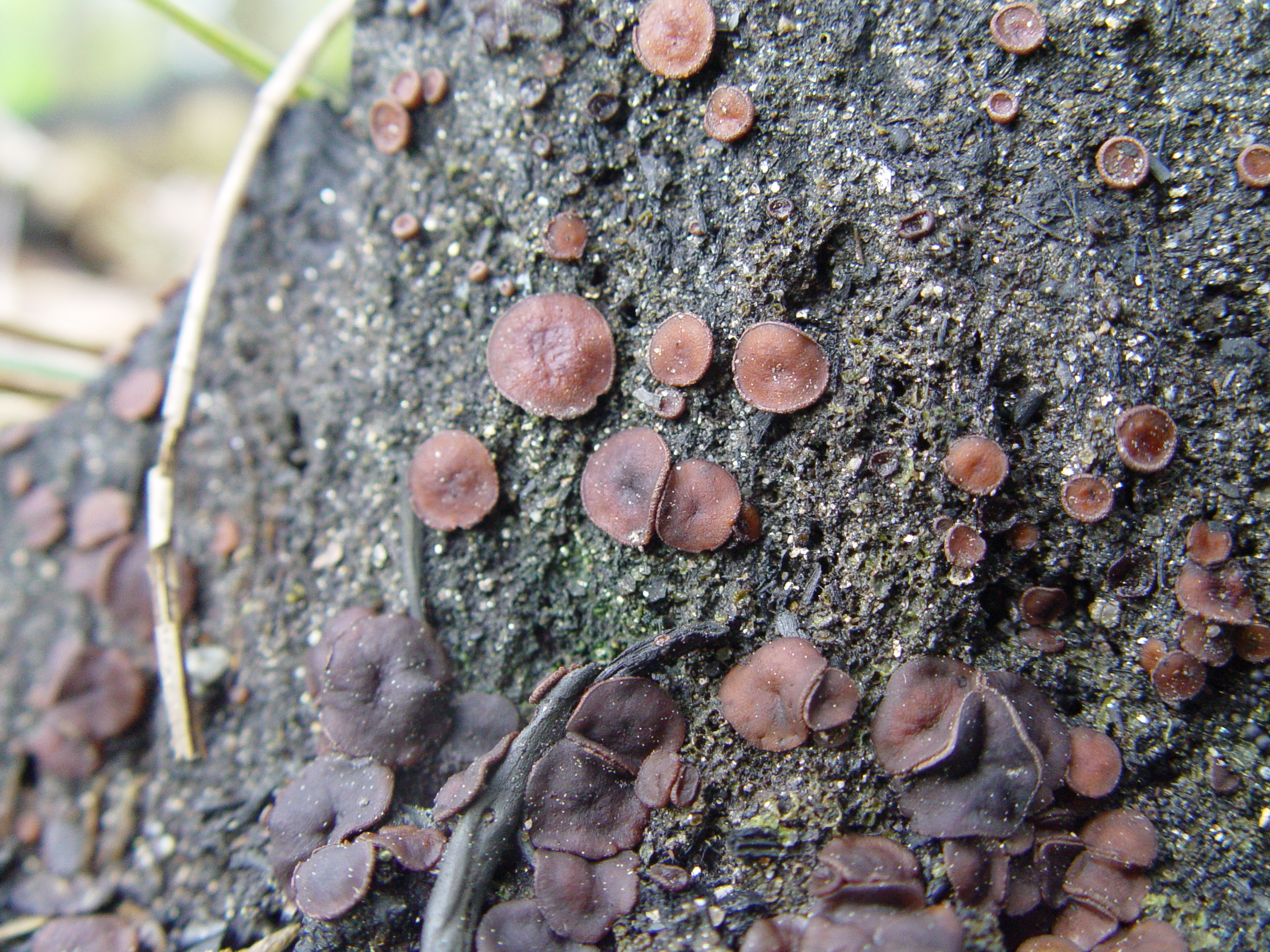
Ascobolus carbonarius auf Brandflächen
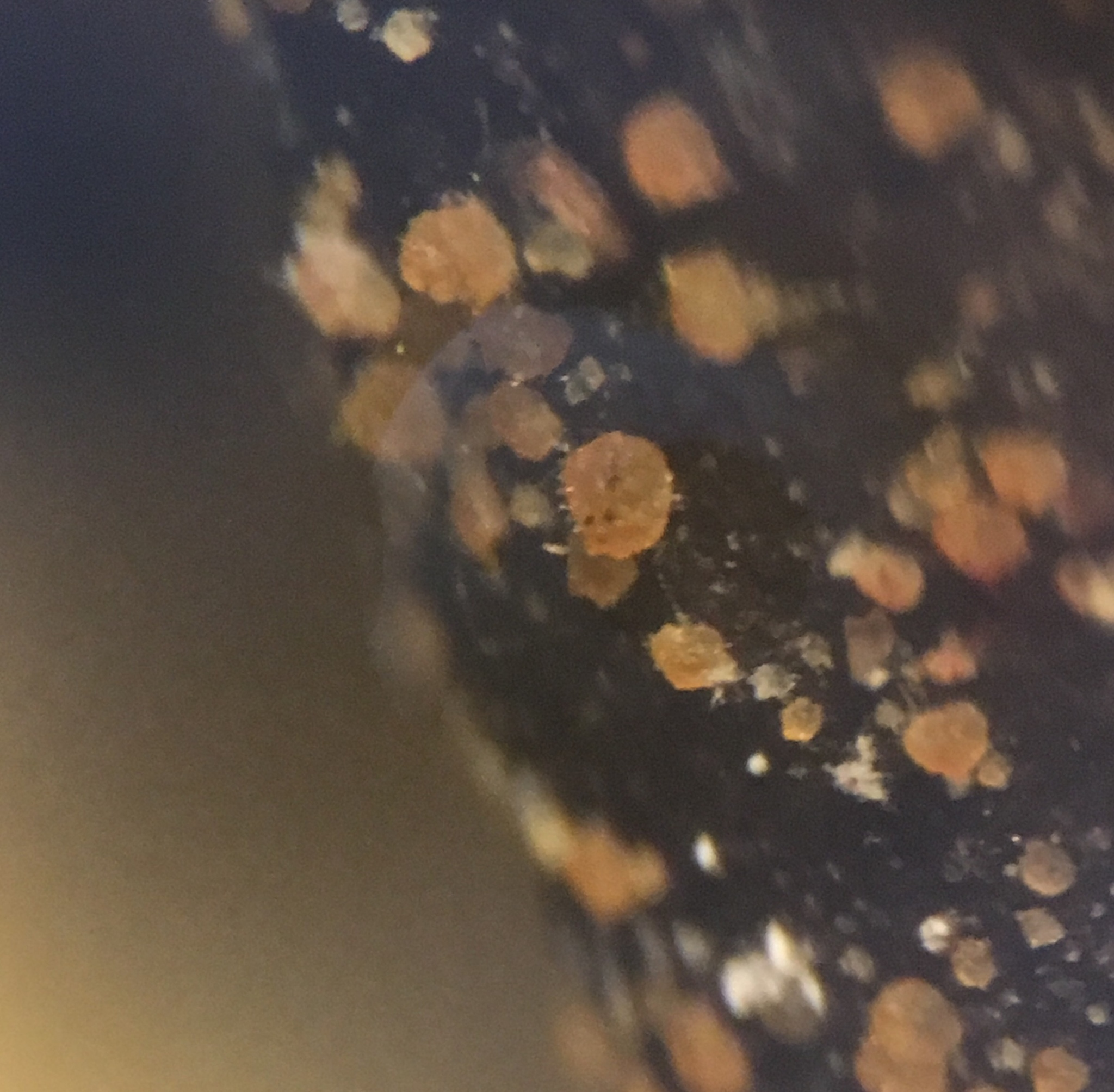
Saccobolus citrinus
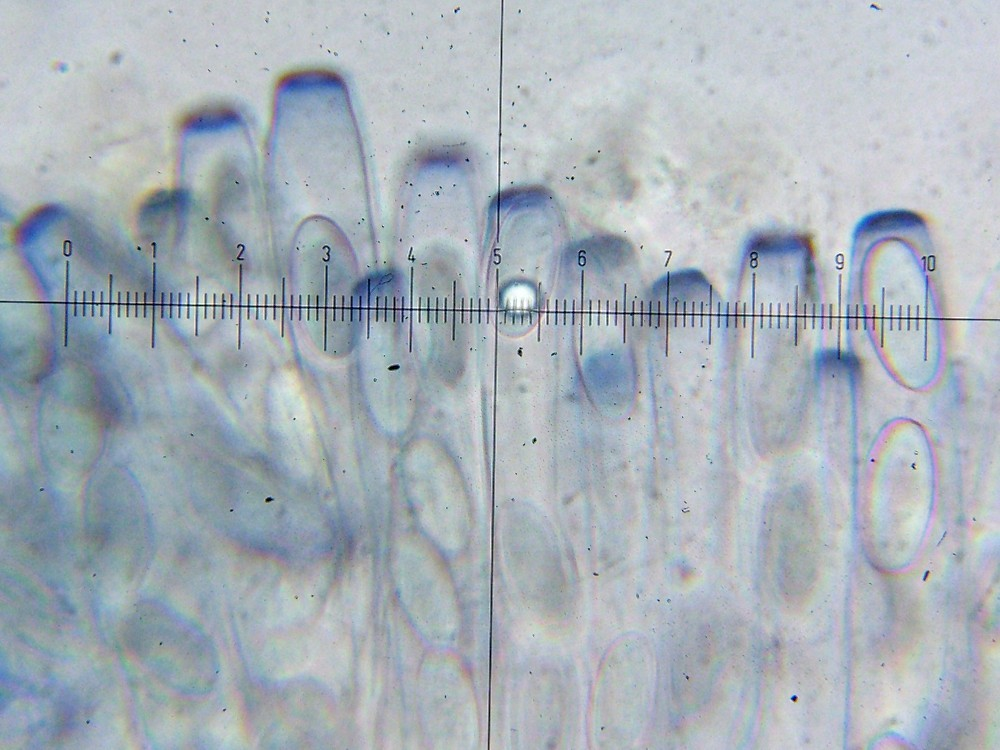
Schläuche einer unbekannten Ascobolus-Art
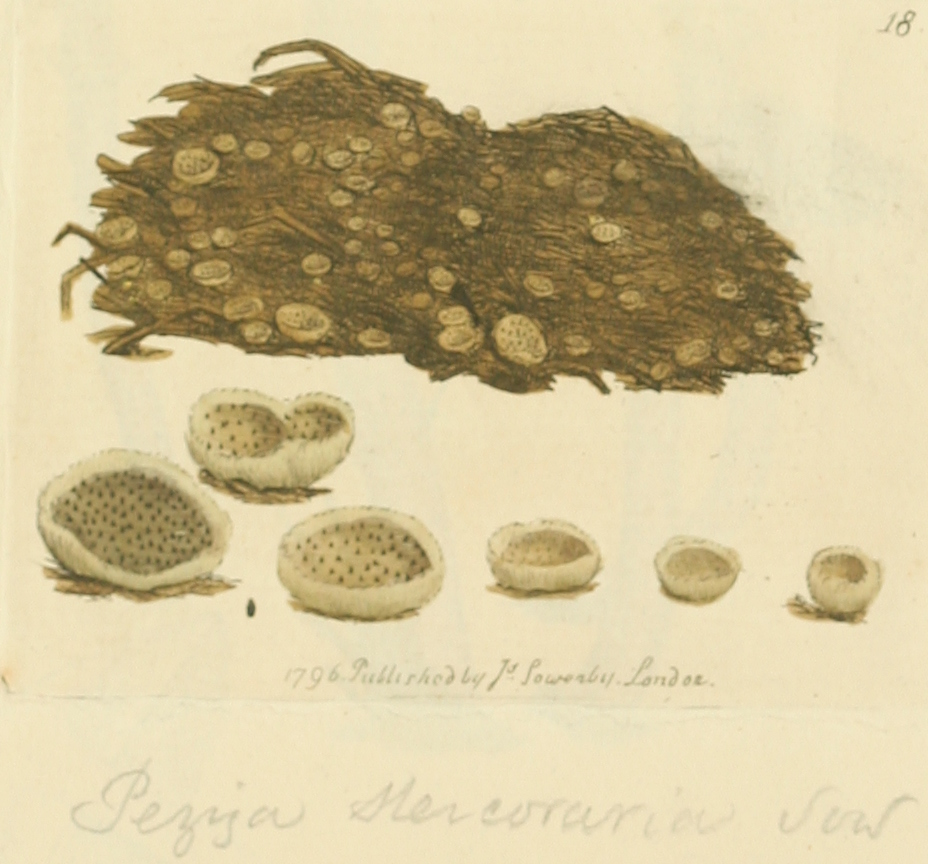
Ascobolus stercorarius nach James Sowerbys Coloured Figures of English Fungi or Mushrooms

## Systematik und Taxonomie
Die Ascobolaceae wurden 1884 von Pier Andrea Saccardo im Botanischen Centralblatt erstbeschrieben. Den Namen hatte Émile Boudier schon vorher eingeführt, aber noch nicht gültig erstbeschrieben. Die Ascobolaceae sind die Schwesterfamilie zu den Becherlingsverwandten, mit denen sie Merkmale wie die amyloiden Schläuche gemeinsam haben, wobei einige Arten dieses Merkmal nicht mehr besitzen.
Zu der Familie der Ascobolaceae gehören zurzeit 4 Gattungen:  Die Gattung Cubonia war 2014 bzw. 2016 noch nicht erfasst.
- Ascobolus
- Cubonia
- Saccobolus
- Thecotheus